# Shin So-jung
Shin So-jung (Seúl, 4 de marzo de 1990) es una jugadora profesional de hockey sobre hielo de Corea del Sur.

## Vida personal
Estudia movimiento humano en la Universidad de San Francisco Javier, en Antigonish, Nueva Escocia.

## Carrera deportiva
Comenzó a practicar deporte a los 10 años.

### Canadá
Jugó durante tres temporadas con el programa de hockey sobre hielo femenino de San Francisco Javier en Canadá. Durante sus temporadas, registró 37 victorias, complementadas por 1,46 goles contra el promedio, y un porcentaje de salvación de .944.En su primera temporada en San Francisco Javier, ocupó el primer lugar en la tabla general con un promedio de 1,44 goles, mientras que su porcentaje de salvamento de .930 ocupó el segundo lugar. Durante la temporada 2014-2015, lideró a todos los porteros interuniversitarios de Canadá con un porcentaje de victorias de .875.

### Estados Unidos
El 27 de julio de 2016, firmó para jugar durante una temporada en el New York Riveters de la Liga Nacional de Hockey femenino de los Estados Unidos. Así se convirtió en la primera coreana en competir en dicha liga.

### Selección surcoreana
Como miembro del equipo nacional de hockey sobre hielo femenino de Corea del Sur desde 2004, ha participado en siete Campeonatos Mundiales de la Federación Internacional de Hockey sobre Hielo (IIHF) en los niveles División II y División III. En el transcurso de las siete apariciones, acumuló un promedio de 1.33 goles. Además, ha participado en dos Juegos Asiáticos de Invierno, dos torneos de la IIHF Copa Femenina de Asia y la ronda de clasificación de hockey sobre hielo para los Juegos Olímpicos de Invierno 2014.

### Pyeongchang 2018
Participó en los Juegos Olímpicos de Pyeongchang 2018 junto al equipo de hockey sobre hielo femenino coreano unificado, integrado por jugadoras de Corea del Sur y Corea del Norte.

## Reconocimientos
- Premio del Directorado, Mejor Portera: Campeonato Mundial IIHF Femenino II División II, Grupo B[7]
- Premio del Directorado, Mejor Portera: Campeonato Mundial IIHF Femenino 2013 División II, Grupo B[8]
- Premio del Directorado, Mejor Portera: II Campeonato Mundial Femenino de IIHF División II, Grupo A[9]
- 2015 Atlantic University Sport First-Team All-Star[10]